# Doppelconférence
Die Doppelconférence ist eine Kabarettnummer, die aus einem Dialog zwischen zwei Schauspielern besteht, von denen einer die Rolle eines klugen und gebildeten Gesprächspartners einnimmt, während der andere einen begriffsstutzigen Tölpel mimt.
Als Sonderform der Conférence vermittelte sie ursprünglich zwischen zwei Nummern.

## Geschichte
Der Ursprung der Doppelconférence liegt in Budapest. Um 1900 parodierte Julius Kövary (Gyula Kőváry) den bekannten Künstler Endre Nagy, zunächst im Kabarett „Bonbonniere“, später dann an Nagys eigenem „Nagy Endre Kabarett“. So standen zwei Nagys auf der Bühne: der echte, der die Nummer ansagte, und der falsche. Dies ergab einen sprachlichen Zweikampf, der bis zur nächsten Nummer dauerte: die Doppelconférence als Streitconférence.
László Vadnay schuf das Prinzip Der G'scheite und der Blöde mit den beiden Figuren Hacsek und Sajó. Die beiden sind Budapester Kaffeehausbesucher, die die Welt vom Kaffeehaustisch aus verändern wollen. Zunächst als Zeitungskolumne erfunden, kamen die beiden Figuren später auf die Bühne.
Etwa 1920 gelangte die Doppelconférence gleich doppelt auch nach Wien: zum einen durch Karl Farkas, zum anderen durch Wilhelm Gyimes, ungarnstämmiger Besitzer der Wiener Femina-Bar. Gyimes bringt die Hacsek-und-Sajó-Nummern mit Fritz Imhoff und Fritz Heller auf die Bühne.

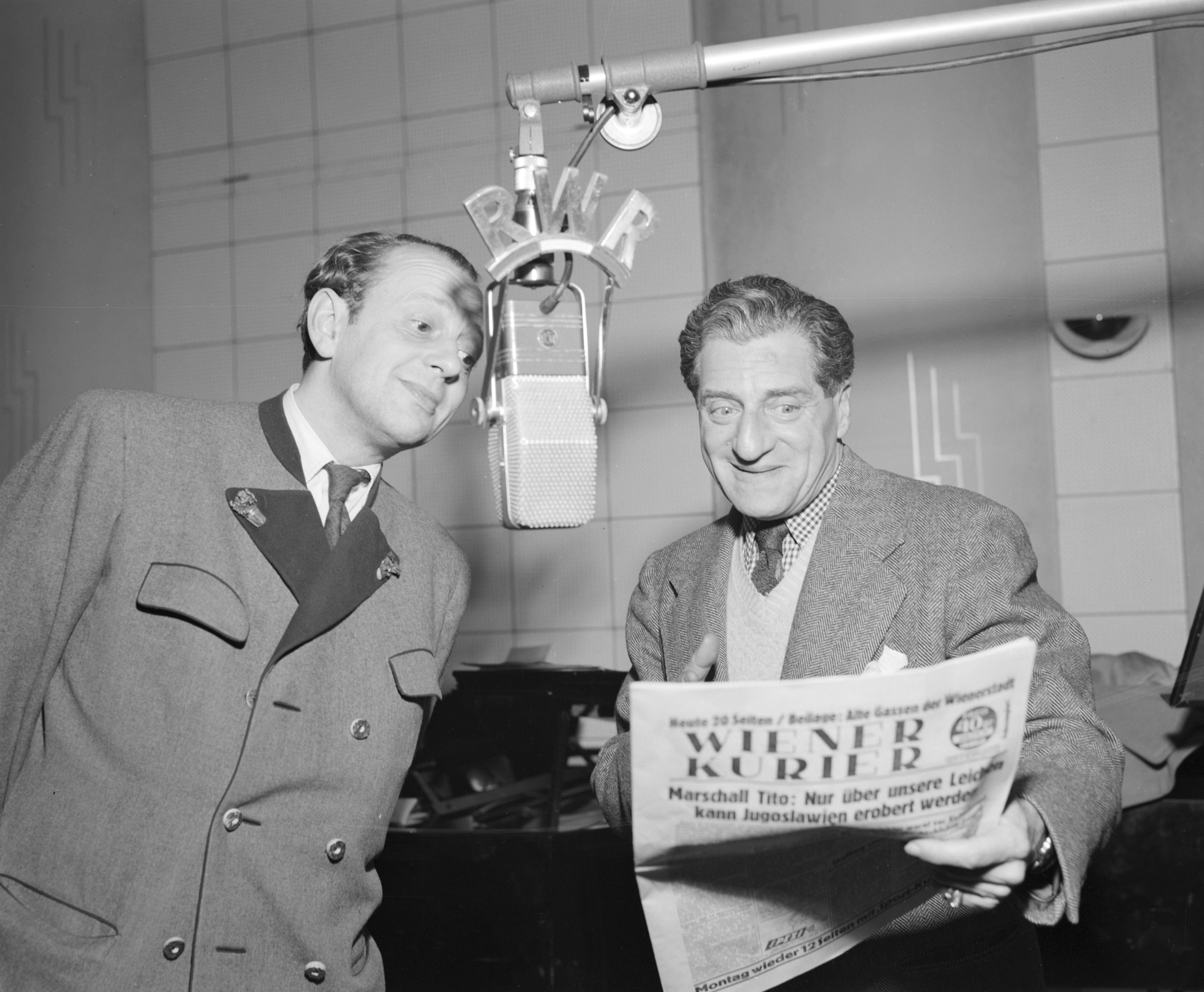
Waldbrunn und Farkas bei einer Aufnahme für die Sendung Aktualitätlichkeiten (1950)

Karl Farkas trat am 1. November 1922 erstmals zusammen mit Fritz Grünbaum im Kabarett Simpl auf. Farkas gab, wie bis zu seinem Lebensende, den Gescheiten, Grünbaum den Blöden. Zunächst war die Doppelconférence der beiden noch mehr Conférence als Nummer, sie sprachen sich etwa auch mit ihrem richtigen Namen an. Nach dem Zweiten Weltkrieg, mit Ernst Waldbrunn als Blödem, entstehen für das Fernsehen Figurenpaare wie Herr Berger und Herr Schöberl, die nicht mehr vor dem Vorhang auftreten, sondern in Kulissen spielen.
Allerdings werden Farkas und Grünbaum auch als Erfinder der dialogischen Doppelconférence bezeichnet.
Hans Veigl zufolge erreichte die Doppelconférence allerdings mit Grünbaum und Farkas im deutschsprachigen Raum ihren Höhepunkt. Die beiden geben ihr die endgültige Ausformung. In rascher Rede und Gegenrede handeln sie in dialektischer Weise Tages- und Zeitgeschehen, aber auch Alltagsbeobachtungen und anderes ab.
Bereits der Wiener Volkssänger Johann Baptist Moser (1799–1863) schuf so genannte „Conversationen“, in denen die Typen der „Gescheite“ und der „Dumme“ (oft ergänzt durch den „Frotzler“) aufeinander trafen: Die Conversation im Paradeisgartl (1866), Conversation am Geburtstage, Die beiden Sesselträger (1843), Die Conversation vor dem Versatzamte, und Die Conversation im Glashause (1859).
Als Steigerung gab es im DDR-Fernsehen in der Samstagsabendshow Ein Kessel Buntes sogar eine Dreifachconférence durch Die drei Dialektiker.

## Definitionen
Von Karl Farkas sind mehrere Definitionen der Doppelconférence überliefert:
- Eine Doppelconférence ist eine Conférence, die von zwei Künstlern gehalten werden muss, weil einer allein sich nicht traut, die Verantwortung zu übernehmen.[6]
- Eine Doppelconférence ist ein Dialog zwischen einem G’scheiten und einem Blöden, wobei der G’scheite dem Blöden etwas Gescheites möglichst gescheit zu erklären versucht, damit der Blöde möglichst blöde Antworten darauf zu geben imstande ist – mit dem Resultat, dass zum Schluss der Blöde zwar nicht gescheiter, aber dem Gescheiten die Sache zu blöd wird. Beide haben daher am Ende nichts zu lachen. Dafür desto mehr das Publikum.[6]

## Weiterführende Literatur
- Hugo Wiener: Doppelconference. Ullstein, Frankfurt a. M. 1992, ISBN 3-548-22797-X.
- Hugo Wiener, Reinhard Trinkler: Der Blöde und der Gscheite – Die besten Doppelconferencen (Comic). Amalthea Signum Verlag, Wien 2014, ISBN 978-3-85002-888-2.